# Portsmouth International Port
Portsmouth International Port är en hamn i Portsmouth i Storbritannien. Från hamnen går färjor till Caen, Cherbourg, Le Havre och Saint-Malo i Frankrike, till Bilbao och Santander i Spanien, samt till Guernsey och Jersey.